# Fédération des travailleurs de l'information, de l'audio-visuel et de l'action culturelle
La Fédération des travailleurs de l'information, de l'audio-visuel et de l'action culturelle (FTILAC) a été créée par la CFDT en 1976 pour regrouper les salariés de ces secteurs. Constituée dans l'audiovisuel public à partir du puissant Syndicat unifié de la Radio-télévision, par décision de la confédération CFDT, elle fusionnera bien plus tard, en 2005, avec la Fédération unifiée des postes et télécoms CFDT (FUPT-CFDT) et la partie « services aux entreprises » de la Fédération des services CFDT (services informatiques, prestataires du tertiaire, publicité et activités comptables), pour créer la Fédération communication conseil culture CFDT.

## Histoire

### Années 1970
Cette section ne s'appuie pas, ou pas assez, sur des sources secondaires ou tertiaires indépendantes du sujet. Le texte peut contenir des analyses inexactes ou inédites de sources primaires.
Pour l'améliorer, ajoutez-en, ou placez des modèles {{Source secondaire souhaitée}} ou {{Source secondaire nécessaire}} sur les passages mal sourcés. (juillet 2025)
À sa création en 1976, la FTILAC s'appelle d'abord FTIAAC-CFDT. Celle-ci deviendra ensuite la FTTLAC puis la FTILAC, des changements de noms dus aux modifications de son champ de syndicalisation, pour englober progressivement de nouveaux secteurs. Elle a connu trois secrétaires généraux successifs, Michel Rey, Michel Mortelette et Danielle Rived. 
L'essentiel de ses adhérents vient d'abord du Syndicat unifié de la Radio-télévision (SURT-CFDT), dirigé par François Werner et fondé en décembre 1974 pour succéder à la Fédération syndicale unifiée (FSU), structure syndicale représentative des personnels de la RTF[source insuffisante].
Destiné à regrouper toutes les professions de l'audiovisuel public, auprès desquelles il obtient la majorité des voix aux élections professionnelles, le SURT est constitué de militants de l'ex-Syndicat unifié des techniciens (SUT), créé en 1959 par des dissidents de la CGT. Ceux-ci ont inspiré des syndicats du même type chez les cadres et employés de l'ORTF et animé plusieurs grèves historiques, comme la grève à la Radiodiffusion-télévision française d'octobre 1962. Au cours de conflit, ils ont noué des alliances avec le Syndicat des journalistes de radio et de télévision, ensuite intégré au SURT. 
En 1977, la nouvelle fédération est rejointe par le petit Synapac (Syndicat national des professions artistiques et culturelles), qui a tenu des réunions à Toulouse pour « mettre en place des structures régionales tout en maintenant des structures nationales ». Encore récent, il ne compte que quelques dizaines d'adhérents. Son slogan ? « Le théâtre occitan vivra au pays », en Provence et en Languedoc-Roussillon et : « Nous avons bien notre vin. Alors, pourquoi n'aurions-nous pas notre théâtre ? ». Il n'hésite pas à organiser un rassemblement à Montpellier, pour brûler l'effigie de Michel d'Ornano, ministre de la Culture et de l’Environnement.
La revendication régionaliste est alors mise en avant par la confédération CFDT, qui opère au même moment ce qu'elle estime être un recentrage idéologique, dirigé par Edmond Maire, en critiquant plus violemment tout ce qui peut ressembler au communisme ou à l'étatisme, par un nouveau discours dénonçant le jacobinisme, le corporatisme et les abus de l'État-Providence, puis en appelant à la rigueur financière dès 1982. Le regroupement des syndicats en quelques grandes fédérations, où les salariés adhèrent à des syndicats régionaux inter-métiers, est perçue comme une façon de casser ces corporatismes. Mais dans un premier temps, le SURT-CFDT est trop puissant pour que la FTIAC, future FTILAC, soit autre chose qu'une institution simplement formelle, la Confédération prenant conscience de la complexité du dossier et acceptant le fait accompli imposé par la puissance électorale et militante du SURT, syndicat national et dominant de la FTIAC.

### Les années 1980
L'arrivée de la gauche au pouvoir modifie la donne. Le 8 septembre 1981, la FTIAAC, toujours dominée par le SURT, exprime son inquiétude devant les lourdeurs qui ralentissent le changement politique espéré après la victoire de François Mitterrand, préoccupations que le SURT et le SJF-CFDT de TF1 reprennent pour leur entreprise. Lors du congrès extraordinaire de Beg Meil de juin 1981, tenu en présence de Pierre Hureau, trésorier de la CFDT et théoricien du réformisme, une opposition s'était dessinée entre deux parties : ceux qui veulent que la fédération correspondent aux métiers de l’ex-ORTF, en espérant qu'elle se reconstitue, et les autres. 
Le congrès suivant, en 1982, confirme la victoire des seconds et l'attachement de la FTIAAC à son champ d'intervention (audiovisuel, action culturelle, écrit) mais en s'ouvrant immédiatement à la syndicalisation de nouvelles catégories de salariés, avec un mandat du conseil national pour engager le processus aboutissant à la disparition du SURT en tant que syndicat national. La Ftilac se répartit en syndicats régionaux, les Silac. Mais le SURT conserve son statut de syndicat national. Il deviendra le Syndicat national des médias, présent dans l'audiovisuel, alors que le Syndicat national de l'écrit sera régionalisé.

### La construction
Félix Lacambre, du Syndicat des journalistes français CFDT, représenté au bureau confédéral CFDT, a alors contribué largement à la construction progressive de la Ftilac, dont il est le trésorier. En même temps, il retarde le projet de fusionner le Syndicat des journalistes français avec celui des imprimeurs, offrant un répit au premier. En 1985 est créé le service audiovisuel confédéral de la CFDT, animé par Michel Rey, secrétaire général de la Ftilac. Après avoir été, avec Guy Tabel, l’un des animateurs de la grève des « T2 » déclenchée le 30 mai 1974 au sujet de grilles de salaires, jugée parfois jusqu'au boutiste, il a à cœur de prendre ses distances avec quelques excès passés du SURT. Avant lui, Jacques Rochet responsable de la section de la SFP et représentant du SURT auprès de la Ftilac avait un souci du même type. 
Dans la presse écrite, la Ftilac s'est implantée chez les ouvriers, mais seulement dans certaines entreprises, où par sa structure et ses positions intercatégorielles, elle était susceptible d'attirer les catégories qui s'estimaient mal représentées par la Filpac CGT. Ses principales sections sont aux Nouvelles messageries de la presse parisienne et dans les imprimeries de labeur, regroupées dans le Syndicat national de l'écrit CFDT.

### la fusion
Cette section ne s'appuie pas, ou pas assez, sur des sources secondaires ou tertiaires indépendantes du sujet. Le texte peut contenir des analyses inexactes ou inédites de sources primaires.
Pour l'améliorer, ajoutez-en, ou placez des modèles {{Source secondaire souhaitée}} ou {{Source secondaire nécessaire}} sur les passages mal sourcés. (juillet 2025)
Finalement, un congrès de la Ftilac se tient au domaine de Bierville, à Boissy-la-Rivière (Essonne), les 9 et 10 juin 2005, suivi d'un autre en octobre à Dijon, qui entérine la démarche officialisée par Nicole Notat en 1998 puis reprise par son successeur François Chérèque. C'est la fusion de la Ftilac avec la fédération CFDT des Postes et Télécoms (FUPT-CFDT) et la partie « services aux entreprises » de la Fédération des services CFDT (services informatiques, prestataires du tertiaire, publicité et activités comptables), pour créer la Fédération communication conseil culture CFDT. La création de cette nouvelle fédération a été mise en œuvre pour faire face aux défis de la convergence numérique et à l'émergence d'Internet.
Au moment de la fusion, la Ftilac regroupe cinq syndicats nationaux : le Syndicat national de l'écrit CFDT (presse et industrie graphique), le SURT, Le Syndicat national du livre et de l'édition (SNLE-CFDT), le Syndicat général de l'action culturelle (culture), le Syndicat national des artistes et des pProfessionnels de l’animation, du sport et de la culture (SNAPASC), ainsi que trois syndicats régionaux : le Silac Alsace, le Silac Nord et le PAC Sud-Est.
L'opposition conjointe du SURT et du SGAC ne permet pas d'empêcher la fusion et l’interruption de l'activité de la Ftilac, mais bloque la dissolution de celle-ci et ouvre un conflit juridique.